# Gunnarsby en Ingmår
Gunnarsby en Ingmår (Zweeds: Gunnarsby och Ingmår) is een småort in de gemeente Sunne in het landschap Värmland en de provincie Värmlands län in Zweden. Het småort heeft 101 inwoners (2005) en een oppervlakte van 46 hectare. Eigenlijk bestaat het småort uit twee plaatsen: Gunnarsby en Ingmår.